# خراب أزرق
الخراب الأزرق (بالإنجليزية: Blue Ruin)‏ هو فيلم أمريكي من إنتاج سنة 2013 للمخرج جيريمي سولنييه والذي قام هو أيضا بكتابة الفيلم.
كان العرض الأول للفيلم في العالم في مهرجان كان السينمائي كجزء من القسم الأسبوعي للمخرجين في 17 مايو عام  2013، حيث نال الفيلم جائزة الاتحاد الدولي للنقاد السينمائيين.

## التمويل
كان مخرج الفيلم قد استطاع تمويل حملة لإنتاج الفيلم من خلال حملة كيك ستارتر ناجحة، وقد نوهت محطة إم تي في التلفزيونية إلى «أن تلك الحملة هي مثال على ما يمكن أن ينجزه التمويل الجماعي».

## وصلات خارجية
- الموقع الرسمي
- خراب أزرق على موقع IMDb (الإنجليزية)
- خراب أزرق على موقع ميتاكريتيك (الإنجليزية)
- خراب أزرق على موقع روتن توميتوز (الإنجليزية)
- خراب أزرق على موقع نتفليكس (الإنجليزية)
- خراب أزرق على موقع قاعدة بيانات الأفلام العربية
- خراب أزرق على موقع ألو سيني (الفرنسية)
- خراب أزرق على موقع Turner Classic Movies (الإنجليزية)
- خراب أزرق على موقع أول موفي (الإنجليزية)
- خراب أزرق على موقع بوكس أوفيس موجو (الإنجليزية)
- خراب أزرق على موقع فيلمافينيتي (الإسبانية)